# 富山県の灯台一覧
富山県の灯台一覧（とやまけんのとうだいいちらん）は、富山県にある灯台及び、照射灯、灯標、等の光波標識をまとめた一覧である。

## 灯台
- 岩崎ノ鼻灯台 富山県高岡市（岩崎ノ鼻）
- 宮崎鼻灯台 富山県下新川郡朝日町（宮崎鼻）
- 生地鼻灯台 富山県黒部市（生地鼻）
- 氷見港唐島灯台 富山県氷見市（唐島）

## 防波堤灯台
- 宇波港東防波堤灯台 富山県氷見市（宇波港東防波堤外端）
- 越中阿尾港東防波堤灯台 富山県氷見市（阿尾港東防波堤外端）
- 越中宮崎港西防波堤灯台 富山県下新川郡朝日町（宮崎港西防波堤外端）
- 越中泊港東防波堤灯台 富山県氷見市（泊港東防波堤外端）
- 滑川港防波堤灯台 富山県滑川市（滑川港防波堤外端）
- 魚津港南区南防波堤灯台 富山県魚津港（南区南防波堤外端）
- 魚津港南区北防波堤灯台 富山県魚津港（南区北防波堤外端）
- 魚津港北区南防波堤灯台 富山県魚津港（北区南防波堤外端）
- 魚津港北区北防波堤灯台 富山県魚津港（北区北防波堤外端）
- 経田港北防波堤灯台 富山県魚津市（経田港北防波堤外端）
- 国分西防波堤灯台 富山県伏木富山港国分区（西防波堤外端）
- 国分東防波堤灯台 富山県伏木富山港国分区（東防波堤外端）
- 黒部港北防波堤灯台 富山県黒部市（黒部港北防波堤外端）
- 四方港沖防波堤東灯台 富山県富山市（四方港沖防波堤東端）
- 四方港東防波堤灯台 富山県富山市（四方港東防波堤外端）
- 女良港東防波堤灯台 富山県氷見市（女良港東防波堤外端）
- 新湊漁港外A防波堤灯台 富山県伏木富山港新湊漁港区（外A防波堤外端）
- 新湊漁港西防波堤灯台 富山県伏木富山港新湊漁港区（西防波堤外端）
- 新湊漁港東防波堤南灯台 富山県伏木富山港新湊漁港区（東防波堤南端）
- 新湊漁港東防波堤北灯台 富山県伏木富山港新湊漁港区（東防波堤北端）
- 新湊西防波堤灯台 富山県伏木富山港新湊区（西防波堤外端）
- 新湊東内防波堤灯台 富山県伏木富山港新湊区（東内防波堤外端）
- 新湊東防波堤灯台 富山県伏木富山港新湊区（東防波堤外端）
- 水橋港東防波堤灯台 富山県富山市（水橋港東防波堤外端）
- 石田港東防波堤灯台 富山県黒部市（石田港東防波堤外端）
- 大境港東防波堤灯台 富山県氷見市（大境港東防波堤外端）
- 入善港東防波堤灯台 富山県下新川郡入善町（入善港東防波堤外端）
- 氷見港東防波堤灯台 富山県氷見港（東防波堤外端）
- 氷見港北防波堤灯台 富山県氷見港（北防波堤外端）
- 富山西防波堤灯台 富山県伏木富山港富山区（西防波堤外端）
- 富山東防波堤灯台 富山県伏木富山港富山区（東防波堤外端）
- 伏木外港万葉東防波堤灯台 富山県伏木富山港外港（万葉東防波堤外端）
- 伏木外港万葉北防波堤東灯台 富山県伏木富山港外港（万葉北防波堤東端）
- 伏木西防波堤灯台 富山県伏木富山港伏木区（西防波堤外端）
- 伏木東防波堤灯台 富山県伏木富山港伏木区（東防波堤外端）
- 藪田港防波堤灯台 富山県氷見市（薮田港防波堤外端）

## 照射灯
- 宮崎鼻沖ノ島照射灯 富山県下新川郡朝日町（宮崎鼻灯台）

## 灯浮標
- 国分航路第1号灯浮標 富山県伏木富山港内（岩崎ノ鼻灯台の東北東方約2.5キロメートル）
- 国分航路第2号灯浮標 富山県伏木富山港外港内（岩崎ノ鼻灯台の北東方約2.4キロメートル)
- 新湊沖船舶停泊地西A灯浮標 富山県伏木富山港外港（新湊東防波堤灯台の東北東方約2.3キロメートル）
- 新湊沖船舶停泊地西B灯浮標 富山県伏木富山港外港（新湊東防波堤灯台の東北東方約1.9キロメートル）
- 新湊沖船舶停泊地西C灯浮標 富山県伏木富山港外港（新湊東防波堤灯台の東北東方約1.6キロメートル）
- 新湊沖船舶停泊地東A灯浮標 富山県伏木富山港外港（新湊東防波堤灯台の東北東方約2.7キロメートル）
- 新湊沖船舶停泊地東B灯浮標 富山県伏木富山港外港（新湊東防波堤灯台の東北東方約2.4キロメートル）
- 新湊沖船舶停泊地東C灯浮標 富山県伏木富山港外港（新湊東防波堤灯台の東方約2.3キロメートル）
- 新湊区第1号灯浮標 富山県伏木富山港外港内（新湊東防波堤灯台の南南西方約630メートル）
- 新湊区第2号灯浮標 富山県伏木富山港新湊区港内（新湊東防波堤灯台の南南西方約710メートル）
- 新湊航路第1号灯浮標 富山県伏木富山港外港内（新湊東防波堤灯台の北東方約600メートル）
- 新湊航路第2号灯浮標 富山県伏木富山港内（新湊東防波堤灯台の北方約850メートル）
- 新湊航路第4号灯浮標 富山県伏木富山港外港内（新湊東防波堤灯台の北西方約600メートル)
- 伏木航路第1号灯浮標 富山県伏木富山港外港内（伏木西防波堤灯台の東方約1.0キロメートル)
- 伏木航路第2号灯浮標 富山県伏木富山港内（伏木西防波堤灯台の北東方約1.5キロメートル）

## その他
- 富山日本海石油シーバース灯 富山県伏木富山港外港内（富山西防波堤灯台の北西方約2.9キロメートル）
- 伏木指向灯 富山県射水市（伏木東防波堤灯台の東南東方約400メートル）
- 伏木富山港海洋観測灯標 富山県伏木富山港内（岩崎ノ鼻灯台の東北東方約2.6キロメートル）